# Турецька палата
Турецька палата (нім. Türckische Cammer) є однією із найстаріших і найзначніших колекцій османського мистецтва за межами Туреччини. Є частиною Збройової палати і входить до складу Державних художніх зборів Дрездена

## Історія
У другій половині XVI століття почастішали дипломатичні контакти Західної Європи з османами. По велінню імператора Максиміліана II в 1573 році в Стамбулі з'явилося дипломатичне представництво, на чолі якого стояв барон Давид Унгнад. У 1574 р. в його супроводі подорожував саксонський дворянин Генріх фон Бюнау ауф Требен, що прислав курфюрстові Августу Саксонському, разом з шпигунською доповіддю про османський флот, розкішний меч. За дорученням курфюрста Крістіана I Саксонського до Італії виїхав Генріх фон Гаген, щоб оголосити про прихід до влади свого пана. Як подарунок від італійських князів в 1587 р. в Дрезден прибула східна зброя, у тому числі з власності великих герцогів Медічі, разом з іншими східними предметами.
Назва «Турецька палата» згадується уперше в 1614 році. Найпізніше в 1591 році збори східних презентів зайняли свою власну нішу у колекції саксонських курфюрстів.
Наприкінці XVI століття вибухнула війна між Габсбургами і османами, Тринадцятирічна війна в Угорщині (1593—1606 рр.). Одним з найтісніших союзників імператора був Крістіан II (курфюрст Саксонії). Подарунки імператора Рудольфа II і його воєначальника Джорджо Басти збагатили зібрання Дрездена східною зброєю, кінним спорядженням і алегоричними зображеннями війни проти османів.
Під час правління Августа Сильного Саксонія знову протистояла османам. Його польська армія отримала перемогу в 1698 році на Поділлі — важливий крок на шляху до укладення миру в Карловіці. Август Сильний також віддавав данина так званій «турецькій моді», і захоплення східною культурою стало ще відчутнішим. Він звелів набувати екзотичні речі в Туреччині — шатри, одяг, дорогу зброю і верхове спорядження разом з кіньми, і влаштовував багаті турецькі бенкети. Колекцію було сформовано, крім того, завдяки численним дипломатичним подарункам разом із цілеспрямованими придбаннями. У списку даруючих були султани, татарські хани і російський цар. Частину предметів було створено під впливом османської культури у знаменитих європейських майстернях.

## Колекція
Нинішня постійна експозиція займає площу 750 м² у Палаці-резиденції і представляє близько 600 експонатів — зброя, обладунки, прапори, предмети верхового османського спорядження і одіяння. Відомим експонатом є шатер із золота і шовку XVII ст. завдовжки в 20, шириною в 8 і заввишки в 6 метрів, прикрашений вишивками з атласу, бавовни і позолоченої шкіри. Витрати на реставрацію склали понад 3,6 млн євро. Єдиною у світі є колекція османських луків, натягнутих в 1586 році.
В період 1588—1722 рр. колекція Збройової палати була виставлена у Стаєнному дворі, місці проведення лицарських турнірів. У 1832 році доповнене Августом Сильним зібрання розташувалося у Цвінгері і дістало назву «Королівський історичний музей», а згодом, в 1877 році — у той час новому стаєнному дворі Іоганнеумі. У 1939—1944 рр. колекція була вивезена з метою недопущення втрат під час війни. У 1958 році була повернена в Дрезден з Ленінграда у складі зборів Збройової палати. У 1959 році частина Турецької палати було об'єднано з постійною експозицією Збройової палати. Нині обидва музеї знаходяться на місці свого первинного розташування в дрезденському палаці.

## Ресурси Інтернету
- Відео до відкриття музею, офіційна сторінка, англ.
- Вікісховище має мультимедійні дані за темою: Турецька палата
- Вікісховище має мультимедійні дані за темою: Турецька палата
- Die Türckische Cammer bei den Staatlichen Kunstsammlungen Dresden
- Staatliche Kunstsammlungen Dresden
- Бібліографія. Турецька палата // Німецька національна бібліотека
- Türckische Cammer (MuseumsWiki)